# 虢镇
虢镇是中国陕西省宝鸡市陈仓区下辖的一个镇，现为虢镇街道。

## 行政区划
虢镇下辖以下行政区：
东街社区、中街社区、西街社区、宝鸡酒精厂社区、道南社区、道北社区、双欧集团社区、渭阳柴油机厂社区、群力无线电器材厂社区、厂区街道社区、南堡村、西秦村、土桥村、贾家崖村、东堡村、北堡村、西堡村、高家堎村、光芒村、大众村、水莲寨村、屈家村、李家崖村、太公庙村、五一村、西高泉村、东高泉村、双碌碡村、南阳村、大王村、巩家泉村、洪塬村、鲁家庄村、天官庙村、宁王村、大丈寺村、东风村、联合村、晁阳村、龙家湾村、东苟村、西苟村